# Okrajni sodnik
Okrajni sodnik je sodnik, torej pravnik s pravniškim državnim izpitom, ki je imenovan s strani Državnega zbora RS kot sodnik in ki je razporejen na delovno mesto na Okrajnem sodišču in sodi v zadevah pred Okrajnimi sodišči.
Redoma to vključuje:
- izvršilne zadeve - v zvezi z ali zaradi izvršbe oziroma izvršilnih postopkov
- zemljiškoknjižne zadeve v zvezi z ali zaradi zemljiške knjige in pravic na nepremičninah
- pravdne zadeve glede spora do višine 20.000 EUR
- kazenske zadeve, torej postopki zaradi kaznovvanja po kazenskem pravu v kazenskih postopkih glede kaznivih dejanj do zagrožene kazni 3 let.